# Santa Cruz F.C.
O Santa Cruz Futebol Clube é uma agremiação desportiva timorense sediada em Díli, capital do Timor-Leste. 
Disputa atualmente o segundo nível da Liga Futebol Timor-Leste, o campeonato nacional.

## História
Em 2015, com a criação da nova Liga Futebol, a equipe passou a fazer parte da segunda divisão timorense. Ao longo dos anos, a mesma tem se mantido estável nesta divisão, tendo em alguma temporadas chegado próxima da classificação.
Sua campanha de maior destaque foi na Taça 12 de Novembro de 2017 (a copa nacional), na qual chegou à segunda fase. A equipa também participou da Copa FFTL de 2020, na qual foi eliminada na fase de grupos.
O clube também possui uma equipa de futsal, que disputa o campeonato nacional.